# BMW Sauber F1.06
Chronologie des modèles (2006)
Aucun BMW Sauber F1.07
La BMW Sauber F1.06 est la monoplace de Formule 1 de l'écurie BMW Sauber, engagée au cours de la saison 2006. Ses pilotes sont l'Allemand Nick Heidfeld, le Canadien Jacques Villeneuve et le Polonais Robert Kubica. Le pilote d'essais est l'Allemand Marco Holzer.

## Historique

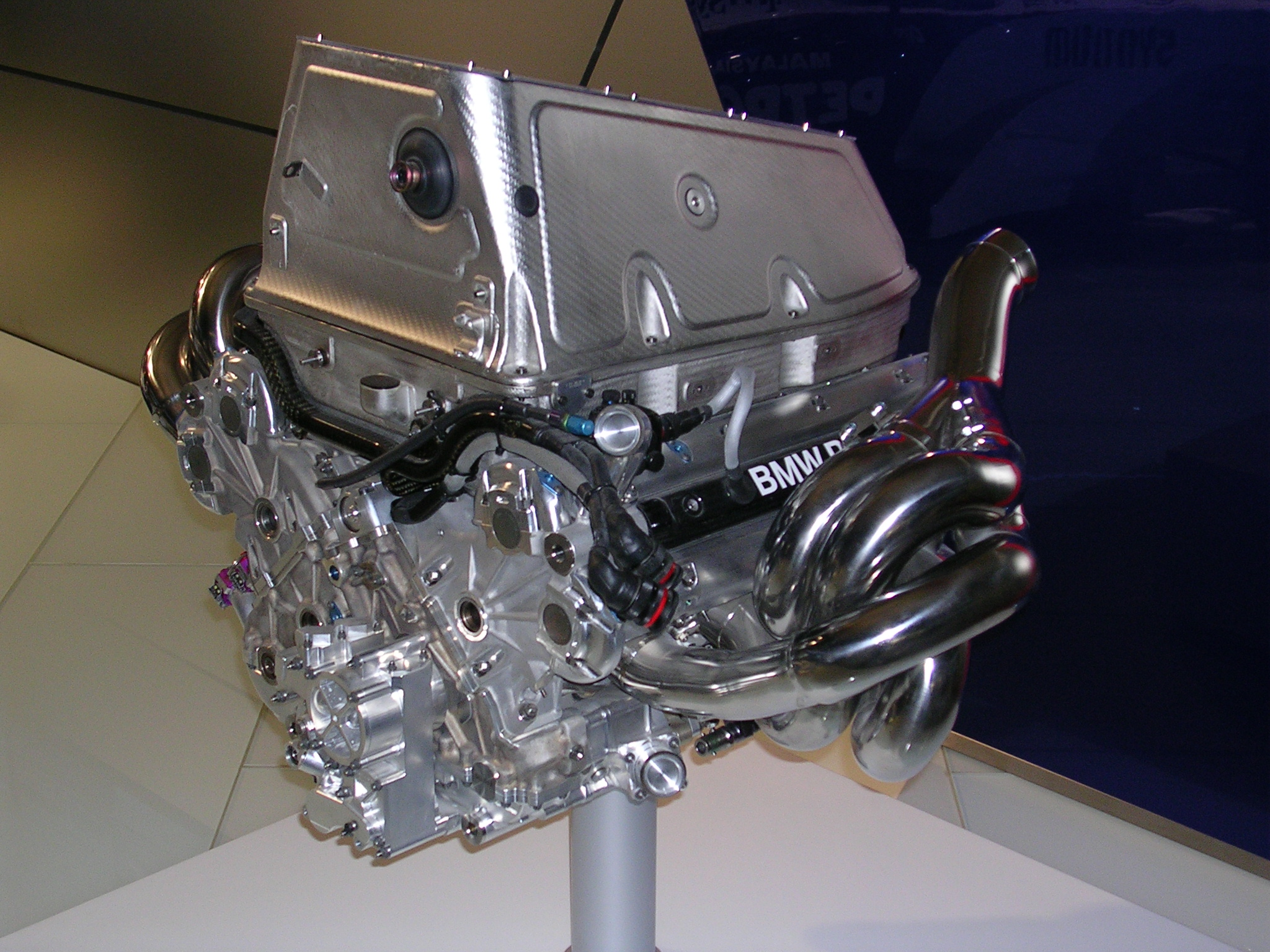
Le moteur de la BMW Sauber F1.06

En 2006, seules Williams et Midland F1 Racing demeurent indépendants, tandis que Red Bull rachète la Scuderia Minardi à son empire, qu'Honda rachète British American Racing. BMW rachète 80 % du capital de Sauber après avoir échoué dans la quête conjointe d'un titre mondial avec Williams. L'écurie Sauber se prête bien au projet du constructeur allemand grâce à une structure technique performante, de bons ingénieurs et des commanditaires déjà engagés (Credit Suisse Group).
L'incorporation est décidée à la fin de la saison 2005, Nick Heidfeld retournant dans l'équipe qui l'a révélé, rejoignant Jacques Villeneuve qui n'est toutefois pas le bienvenu au sein de la nouvelle structure BMW Sauber mais dont contrat avec Sauber qui court jusqu'à 2007 est trop cher à casser. Le Polonais Robert Kubica prend en charge le poste de troisième pilote.
Lors du premier Grand Prix de la saison, Kubica se met en valeur en enlevant la première séance chronométrée officielle de l'année. Les qualifications se déroulent bien pour les deux titulaires : Heidfeld est dixième suivi par Villeneuve. Mais la F1.06 de Heidfeld est harponnée par la Williams FW28 du jeune Nico Rosberg au départ et le moteur de celle du champion du monde 1997 le lâche.
En Malaisie, l'Allemand est cinquième quand son moteur explose mais son équipier termine septième et offre à BMW ses premiers points en championnat. La F1.06 semble bien née et ses pilotes de taille à signer quelques coups d'éclat. Cette hypothèse se vérifie au Grand Prix d'Australie où Nick Heidfeld se qualifie en huitième position devant son équipier, finalement rétrogradé en dix-neuvième position. La course qui suit est parsemée d'abandons et d'incursions de la voiture de sécurité, que les stratèges de BMW Sauber exploitent correctement : Heidfeld se hisse en deuxième position à la faveur des ravitaillements et termine quatrième, deux rangs devant Jacques Villeneuve.
À Saint-Marin, où, pour la première fois de l'année, Jacques Villeneuve domine son coéquipier, les F1.06 livrent une performance terne. En Allemagne, le Canadien, qualifié huitième puis rétrogradé en neuvième position pour avoir gêné Giancarlo Fisichella lors de son tour de qualification, devance Heidfeld, seulement quinzième, puis treizième avec la rétrogradation des Williams FW28. En course, Villeneuve arrache un point à domicile pour BMW quand Heidfeld se classe dixième.
En Espagne, le week-end démarre de la pire des façons puisque le moteur de Jacques Villeneuve est endommagé lors de sa sortie du camion de transport. Il est remplacé une deuxième fois et Villeneuve hérite alors de la dernière place sur la grille de départ. Son équipier prouve, en se qualifiant en dixième position et en empochant le point de la huitième place derrière deux Renault R26, deux Ferrari 248 F1, deux Honda RA106 et une McLaren MP4-21.
À Monaco, les monoplaces allemandes restent dans le milieu du classement, Heidfeld prenant deux points quand Villeneuve termine très loin du vainqueur Fernando Alonso. En Angleterre, l'écurie confirme son statut de quatrième force du championnat en classant ses pilotes en septième et huitième position, derrière les deux Renault, Ferrari et McLaren. Heidfeld domine encore Villeneuve, euphorique, une semaine après son mariage (et arborant un logo "Just Married" sur son aileron arrière).
Au Canada, lors des premiers essais libres, l'équipe allemande confirme sa montée en puissance puisque son troisième pilote, Robert Kubica enlève les deux séances. Cette performance n'est pas confirmée en qualification où Villeneuve se classe onzième et Heidfeld treizième. La course est plus propice aux monoplaces allemandes, Villeneuve devançant son équipier toute la course avant de le voir le dépasser à la faveur des arrêts au stand, puis de sortir alors qu'il doublait Ralf Schumacher. Heidfeld, pour la troisième fois consécutive s'adjuge les deux points de la septième place, permettant à son équipe de n'être plus qu'à dix points de Honda au championnat.
À l'issue du Grand Prix d'Allemagne, Villeneuve est remplacé par Robert Kubica.

## Résultats en championnat du monde de Formule 1

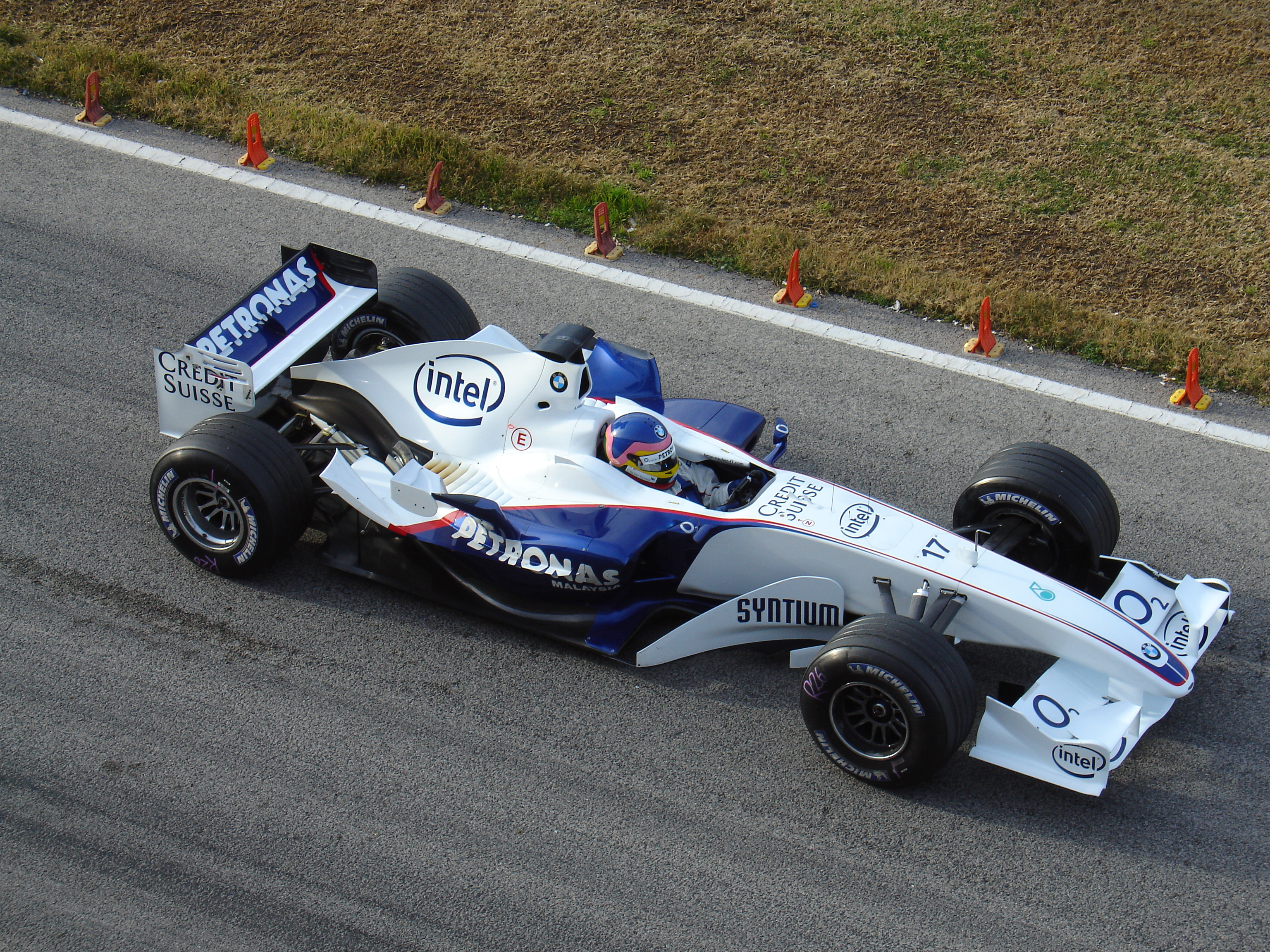
Jacques Villeneuve lors des premiers essais de la BMW Sauber F1.06

| Saison | Écurie             | Moteur     | Pneus    | Pilotes            | Courses | Courses | Courses | Courses | Courses | Courses | Courses | Courses | Courses | Courses | Courses | Courses | Courses | Courses | Courses | Courses | Courses | Courses | Points inscrits | Classement |
| Saison | Écurie             | Moteur     | Pneus    | Pilotes            | 1       | 2       | 3       | 4       | 5       | 6       | 7       | 8       | 9       | 10      | 11      | 12      | 13      | 14      | 15      | 16      | 17      | 18      | Points inscrits | Classement |
| ------ | ------------------ | ---------- | -------- | ------------------ | ------- | ------- | ------- | ------- | ------- | ------- | ------- | ------- | ------- | ------- | ------- | ------- | ------- | ------- | ------- | ------- | ------- | ------- | --------------- | ---------- |
| 2006   | BMW Sauber F1 Team | BMW V8 P86 | Michelin |                    | BAH     | MAL     | AUS     | SMR     | EUR     | ESP     | MON     | GBR     | CAN     | USA     | FRA     | ALL     | HON     | TUR     | ITA     | CHI     | JAP     | BRÉ     | 36              | 5e         |
| 2006   | BMW Sauber F1 Team | BMW V8 P86 | Michelin | Nick Heidfeld      | 12e     | Abd     | 4e      | 13e     | 10e     | 8e      | 7e      | 7e      | 7e      | Abd     | 8e      | Abd     | 3e      | 14e     | 8e      | 7e      | 8e      | Abd     | 36              | 5e         |
| 2006   | BMW Sauber F1 Team | BMW V8 P86 | Michelin | Jacques Villeneuve | Abd     | 7e      | 6e      | 12e     | 8e      | 12e     | 14e     | 8e      | Abd     | Abd     | 11e     | Abd     |         |         |         |         |         |         | 36              | 5e         |
| 2006   | BMW Sauber F1 Team | BMW V8 P86 | Michelin | Robert Kubica      |         |         |         |         |         |         |         |         |         |         |         |         | Dsq     | 12e     | 3e      | 13e     | 9e      | 9e      | 36              | 5e         |

Légende : ici 